# Ridill
Ridill (Refil nello Skáldskaparmál) è una spada che appare nella mitologia norrena, posseduta dal nano Regin.
Sigfrido uccise Fáfnir, fratello maggiore di Regin che aveva ucciso il padre Hreidmarr e monopolizzato il suo tesoro. In seguito, il cuore di Fafnir fu tagliato e arrostito per essere mangiato da Sigfrido e Regin. Secondo l'Edda Poetica, Regin usò Ridill per strappare il cuore di Fafnir. Ma nella Saga dei Volsunghi, è Sigfrido che ha usato Ridill e ha tagliato il cuore in quell'occasione.